# Арбеково (Московская область)
Арбеково — деревня в Можайском районе Московской области в составе Юрловского сельского поселения. До 2006 года Арбеково входило в состав Юрловского сельского округа.

## География
Деревня расположена в южной части района, на безымянном правом притоке малой речк Карженка (левый приток Протвы), примерно в 17 км к юго-западу от Можайска, высота центра над уровнем моря 205 м. Ближайший населённый пункт — Бартеньево в 1,5 км на юг.

## Население
| 2002 | 2006 | 2010 |
| ---- | ---- | ---- |
| 0    | →0   | →0   |